# Nichiren-Shōshū

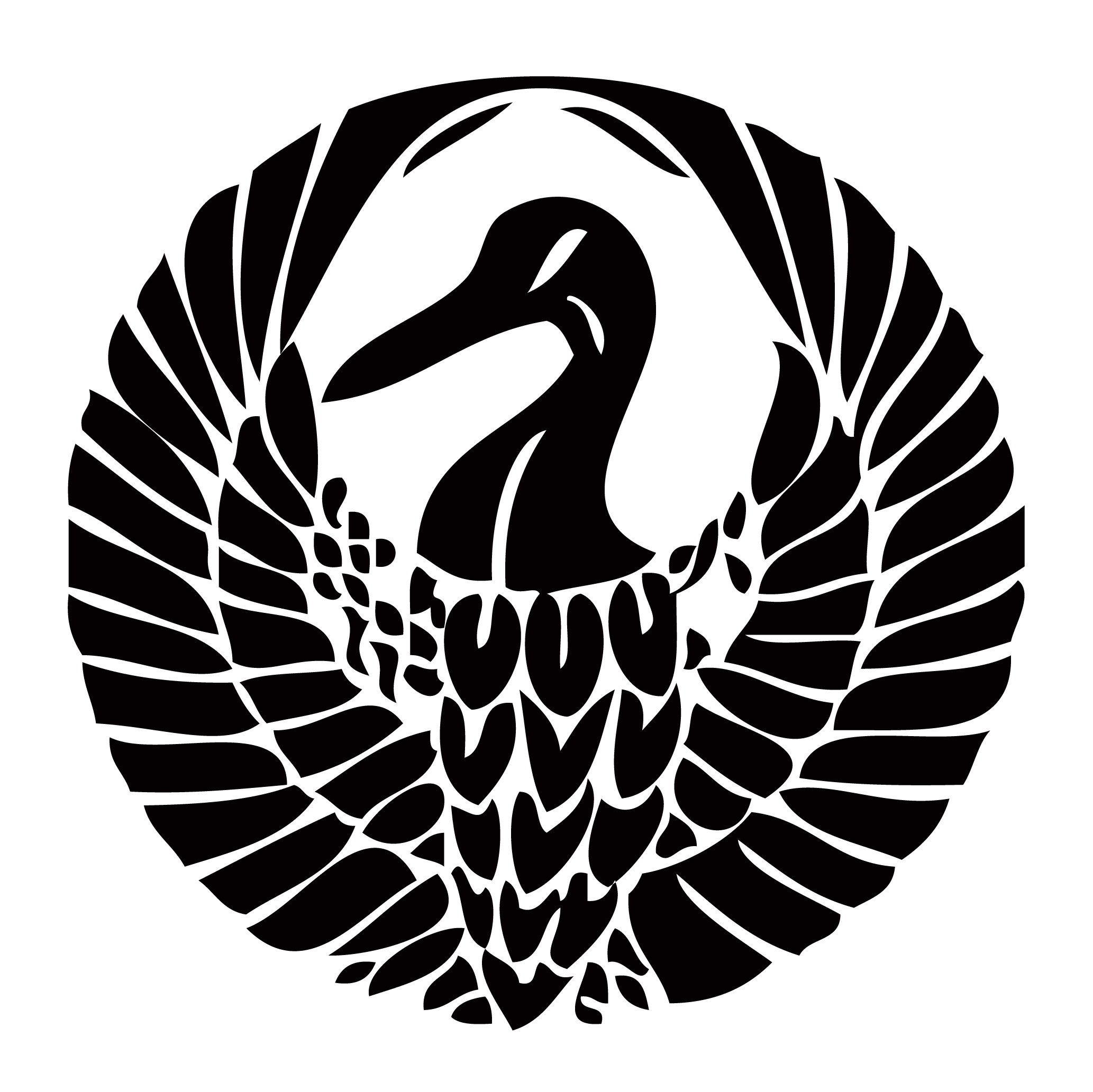
Wappen der Nichiren Shōshū

Nichiren-Shōshū (jap. 日蓮正宗, dt. „Wahre Nichiren-Schule“) bezeichnet eine der Schulen des Nichiren-Buddhismus, die sich auf den Reformator Nichiren (日蓮, „Sonnenlotos“; 1222–1282) bezieht und auch als Fuji-Linie bzw. Fuji-Schule bekannt ist.

## Zugehörigkeit und Lehre

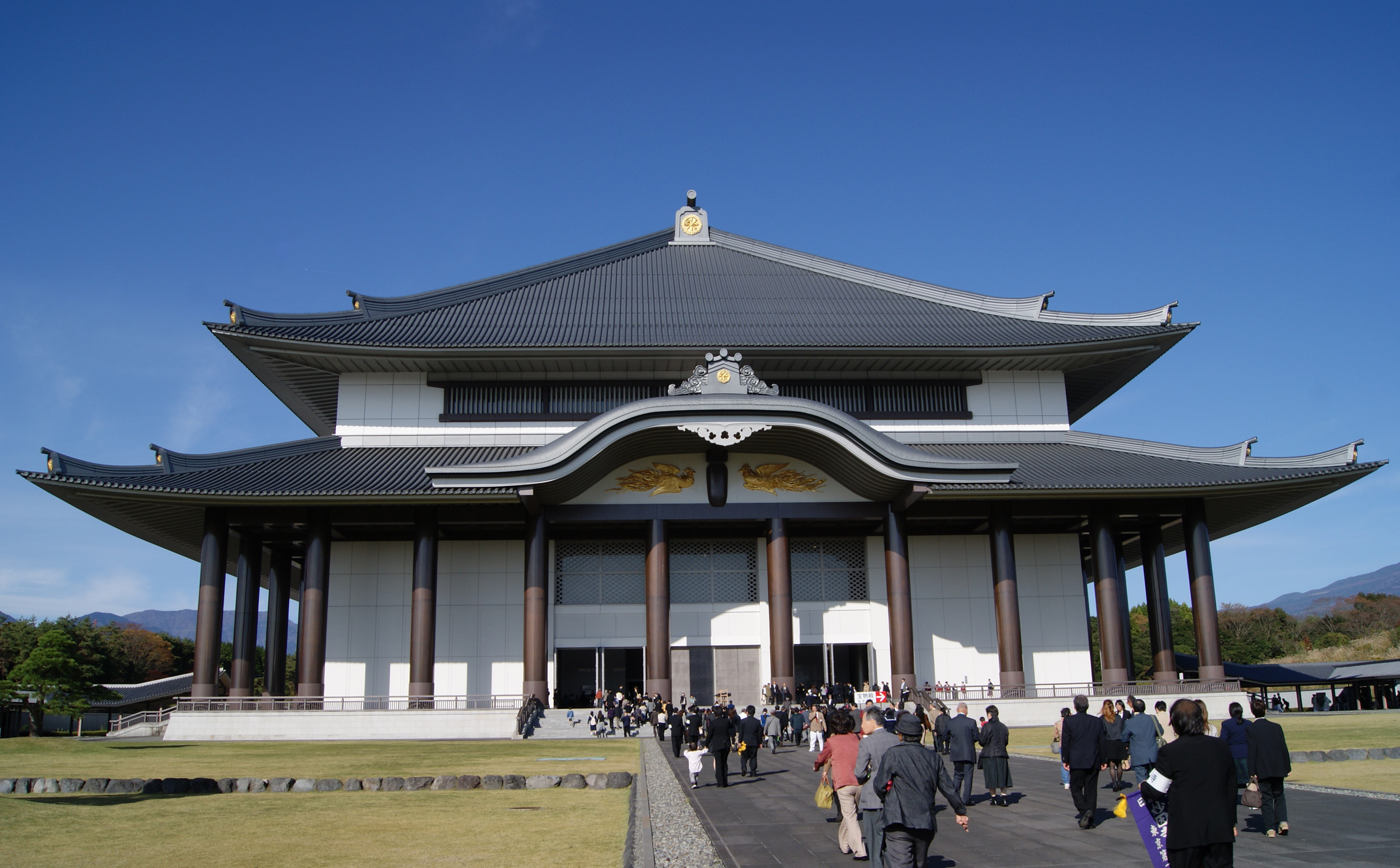
Der Hōan-dō, Haupthalle des Taiseki-ji, in Fujinomiya, Japan.

Die Nichiren-Shōshū (übersetzt: Wahre Nichiren-Schule) sieht sich in ihrem Selbstverständnis nach als die orthodoxe Nichiren-Schule an. Lange Zeit war sie eine der kleinsten Nichiren-Schulen, was auch in ihrer Interpretation der Lehren Nichirens seine Ursache hat. Ihre Gründung führt sie auf nur einen der sechs Schüler Nichirens, Nikkō, zurück, der infolge von Streitigkeiten den Kuon-ji Tempel am Berg Minobu im Jahr 1290 verließ und den Taiseki-ji Tempel gründete. Nikkō warf den anderen Schülern zeitweise vor, sich zu sehr an die Tradition des Tendai anzulehnen, dennoch gab es inhaltlich noch wenig Unterschiede zu anderen Nichiren-Schule.
Die Nichiren-Shōshū besitzt den Dai-Gohonzon, ein Mandala, welches Nichirens Leben an sich und seine Buddhaschaft verkörpern soll und welches er der gesamten Menschheit hinterlassen haben soll. Über die Echtheit dieses Mandalas bestehen Seitens anderer Nichiren-Schulen Zweifel und wissenschaftliche Erkenntnisse zu seiner Echtheit stehen der Öffentlichkeit nicht zur Verfügung. Eine unabhängige Forscherinitiative kommt nach eingehendem Vergleich mit vorhandenen originalen Mandalas Nichirens der gleichen Zeitperiode (Koan, das Jahr 1279) zum Schluss, dass es sich um ein erst viel später angefertigtes sog. wood plank mandala handelt, das aus der Periode des neunten Abtes des Taiseki-ji, Nanjō Nichiyū (日有 1409~1482) stammt. Erste urkundliche Erwähnung findet dieser Dai-Gohonzon in einem Dokument dieses neunten Hohepriesters. Hier liegt jedoch ein viel tiefgreifender Unterschied zu anderen Schulen. Eng mit dem Besitz des Dai-Gohonzons bzw. dessen Existenz ist auch der Glaube der Nichiren-Shōshū verknüpft Nichiren als einen Buddha zu verehren, während die Anhänger der Nichiren-Shū Nichiren als die Verkörperung eines Bodhisattva und als Reformator des Buddhismus ansehen.
Kontemplative Formen der buddhistischen Meditation finden in der Nichiren-Shōshū im Gegensatz zur Nichiren-Shū keine Anwendung.
Als vollkommen autonome buddhistische Schule formierte sich die Nichiren-Shōshū im Jahre 1912. Zu diesem Zeitpunkt löste sich der Taiseki-ji Tempel, mit den ihm unterstehenden Tempeln von anderen sogenannten Nikkō-Tempeln, die auch als Honmon-shū bezeichnet wurden. Zuvor war der Versuch unternommen worden alle Nikkō-Tempel als eigenständige Schule des Nichiren-Buddhismus zu etablieren. Im Unterschied zur Nichiren-shū verehrt die Nichiren-Shōshū Nichiren als einen Buddha.
Obwohl die Ausbildung der Priester der Nichiren-Shōshū bis in die 1970er Jahre teilweise auch an der zur Nichiren-shū gehörenden Risshō-Universität erfolgte, so findet aufgrund der sich selbst auferlegten Orthodoxität kein nennenswerter gedanklicher Austausch mit anderen buddhistischen Traditionen statt. Die Laiengläubigen sind vornehmlich in der Hokkekō Rengō Kai organisiert.
Im Zentrum von Nichirens Lehre steht die Verehrung des Lotos-Sutra (Sanskrit: Saddharmapundarîkasutra, Japanisch: Myōhō-Renge-kyō). Das entsprechende Mantra lautet: Namu Myōhō Renge Kyō (Daimoku, Titel des Lotos-Sutra).
Derzeitiger Hohepriester der Nichiren-shōshū ist Nichinyo Shonin (* 1935).

## Religiöse Ausübung

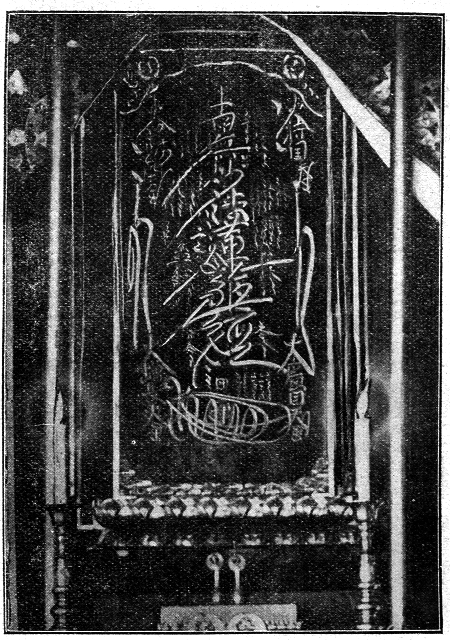
Frühes Foto des Dai-Gohonzon am Taiseki-ji

Neben dem Rezitieren des Daimoku, gehören am Morgen und am Abend auch die Rezitation von Abschnitten des Lotos-Sutra zur täglichen Ausübung und wird auch Gongyo genannt. Bestandteile hiervon sind:
- Das zweite Kapitel des Lotos-Sutra (Hoben-pon)
- Das 16. Kapitel des Lotos-Sutra (Juryo-hon; Chogyo und Jiga-ge)
- Fünf stille Gebete[6] inklusive Verehrung der drei Schätze (Drei Juwelen), gemäß der Auslegung der Nichiren-Shōshū sind die drei Schätze:
  - Der Buddha: Nichiren Daishonin
  - Das Dharma: Der Dai-Gohonzon
  - Der Sangha: Der Hohenpriester der Nichiren-Shōshū.

## Nichiren-Shōshū und Sōka Gakkai
Der stete Konflikt zwischen der Sōka Gakkai und der Nichiren-Shōshū führte bereits im Jahre 1975 zum Ausschluss der Kenshōkai und im Jahre 1980 zur Gründung der Shōshinkai.
Im Zuge von Auseinandersetzungen kam es in Jahren 1991 und 1997 zu einer Trennung zwischen der Sōka Gakkai und Nichiren-Shōshū. Die Sōka Gakkai galt bis dahin als die größte Laienorganisation innerhalb der Nichiren-Shōshū. Es ist davon auszugehen, dass sich eine Mehrheit der Laiengläubigen für einen Verbleib bei der Sōka Gakkai entschied. Andererseits führte diese Trennung jedoch in den 1990er Jahren auch zu einem Mitgliederzuwachs einer anderen Laienbewegung der Nichiren-Shōshū, der sog. Hokkekō Rengō Kai.
Im Jahr 2002 soll die Nichiren Shōshū nach eigenen Angaben etwa 350.000 Anhänger in Japan und etwa 600.000 Anhänger in anderen Ländern gehabt haben. Wie viele Laiengläubige sich keiner der beiden Gruppen zugehörig fühlten bzw. zu anderen Nichiren-Schulen wechselten, wurde offiziell nicht erfasst.